# Nacionalno prvenstvo ZDA 1965
Nacionalno prvenstvo ZDA 1965 v tenisu.

## Moški posamično
Manuel Santana :  Cliff Drysdale  6-2 7-9 7-5 6-1

## Ženske posamično
Margaret Smith Court :  Billie Jean King  8-6, 7-5

## Moške dvojice
Roy Emerson /  Fred Stolle :  Frank Froehling /  Charles Pasarell 6–4, 10–12, 7–5, 6–3

## Ženske dvojice
Carole Caldwell Graebner /  Nancy Richey :  Billie Jean Moffitt /  Karen Hantze Susman 6–4, 6–4

## Mešane dvojice
Margaret Smith Court /  Fred Stolle :  Judy Tegart /  Frank Froehling 6–2, 6–2